# Sejad Halilović
Sejad Halilović (* 16. März 1969 in Klokotnica, Doboj Istok) ist ein ehemaliger bosnischer Fußballspieler. Der Mittelfeldspieler ist der Vater von Alen Halilović und Dino Halilović.

## Karriere

### Verein
Halilović begann seine Profilaufbahn 1990 bei Cibalia Vinkovci. Nach zwei Saisons, in denen er in 46 Pflichtspielen viermal das Tor traf, wechselte er 1992 zu Dinamo Zagreb, wo er bis 1995 unter Vertrag stand. In der Saison 1993/94 holte er mit der Mannschaft das Double wurde Kroatischer Meister und Pokalsieger. Nach einer Saison bei Real Valladolid wechselte er 1996 nach Israel zu Hapoel Be’er Scheva, für die er in 23 Spielen dreimal traf und in der Saison 1996/97 den Israelischen Fußballpokal gewann. 1997 wechselte er in die Türkei zu Kardemir Karabükspor. Nach zwei Jahren wechselte er zum Ligakonkurrenten Altay İzmir. 2000 ging er zurück an den Balkan und unterschrieb für eine Saison bei NK Osijek, bevor er 2001 wieder nach Israel ging. Dort bestritt er eine Saison für Hapoel Ironi Rischon LeZion. 2002 unterschrieb er bei HNK Rijeka wurde aber bereits nach der halben Saison an ND Mura 05 verliehen. Seinen Karriereabschluss feierte er mit einer Saison beim FC Ljubljana, für den er 22 Spiele bestritt.

### Nationalmannschaft
Am 17. August 1994 gab Halilović sein internationales Debüt für die kroatische Nationalmannschaft, welches die Mannschaft 0:4 gegen Israel gewann. Am 8. Oktober 1996 wurde er erstmals in der bosnischen Nationalmannschaft eingesetzt, für die er bis zu seinem Karriereende 15 Spiele bestritt.

### Trainer
Von 2008 bis 2014 arbeitete Halilović bei Dinamo Zagreb als Jugend- und Nachwuchstrainer. Er gab seinen Posten auf, nachdem sein von ihm trainierter Sohn Alen Halilović zum FC Barcelona wechselte.

## Titel und Erfolge
Dinamo Zagreb
- Kroatischer Meister (1): 1993/94
- Kroatischer Fußballpokal (1): 1993/94

Hapoel Be’er Scheva
- Israelischer Fußballpokal (1): 1996/97